# وحدة شعرية زهمية
الوحدات الشعرية الزهمية (بالإنجليزية: Pilosebaceous units)‏ هي انغمادات جلدية توجد في أغلب أجزاء جسم الإنسان. تتكون الوحدة الشعرية الزهمية من جريب الشعرة وغدة زهمية وعضلة ناصبة للشعر.